# Potamyia straminea
Potamyia straminea là một loài Trichoptera trong họ Hydropsychidae. Chúng phân bố ở miền Cổ bắc.